# Inga holtonii
Inga holtonii är en ärtväxtart som beskrevs av Henri François Pittier. Inga holtonii ingår i släktet Inga och familjen ärtväxter. Inga underarter finns listade i Catalogue of Life.